# シンガポール華語
シンガポール華語（シンガポールかご、中: 新加坡華語、拼音: Xīnjiāpō Huáyǔ, シンチャーポーファーユィ、英: Singaporean Mandarin）とは、シンガポールの中華系（漢族系）住民によって使用されている中国語（北京語・北京官話）の一種。シンガポールの公用語の1つ。単に、華語（かご、ファーユィ）とも。

## 概要
イギリス植民地であった19世紀のマレー半島では、中華系住民は広東語や福建語など、各々の言語で独自に教育・意思疎通を行なってきたが、20世紀初頭の1910〜20年代になると、辛亥革命・中華民国の影響が波及し、北京官話が共通語「華語」として受容されるようになっていった。
1965年にシンガポールが独立して後、1969年には中国（中華人民共和国）とは異なる独自の「簡体字」使用を模索するが、1976年には独自路線を放棄して中国（中華人民共和国）式の簡体字の採用を決定した。1979年からは華語普及運動（講華語運動、Speak Mandarin Campaign, SMC）が行われた。
このようにシンガポールの「華語」は、概ね中国（中華人民共和国）の「普通話」と同一のものと見做すことができるが、発音・語彙・言葉使いにシンガポール独自の特徴もあるため、シンガポール英語が「シングリッシュ（Singlish）」と揶揄されるのと同様に、シンガポール華語も「シンダリン（Singdarin）」と揶揄されることがある。